# 亚西尔·阿拉法特国际机场
亚西尔·阿拉法特国际机场（阿拉伯语：مطار ياسر عرفات الدولي）是巴勒斯坦国唯一的机场，位于加沙地带的拉法赫，靠近与埃及的边界。该机场曾名加沙国际机场和达赫尼亚国际机场。现名以已故巴勒斯坦民族权力机构前主席亚西尔·阿拉法特命名。機場在1998年開始運作，但在2001年被以色列軍隊嚴重破壞後而關閉。
该机场由巴勒斯坦民族权力机构运营，并且是巴勒斯坦航空公司的枢纽机场。机场设计年进出港旅客能力为70万人次，可全年全天候运营（赎罪日当天全天关闭）。

## 历史
该机场由日本、埃及、沙特阿拉伯、西班牙和德国提供资金，由来自摩洛哥，受国王哈桑二世资助的建筑师仿照卡萨布兰卡机场设计，建设费用为8600万美元。可起降波音747等大型飞机。
经过一年的建设，1997年4月，加沙机场正式开放，但以色列以安全为由禁止使用。1998年10月，巴以双方达成《怀伊河备忘录》，加沙机场得以于当年11月24日起开放运营，美国总统比尔·克林顿和巴勒斯坦民族权力机构主席亚西尔·阿拉法特出席了机场的运营仪式。在当时，机场的开通运营被形容为巴勒斯坦迈向正式建国的重要一步。
亚西尔·阿拉法特国际机场与位于摩洛哥达尔贝达（卡萨布兰卡）的穆罕默德五世国际机场结成姊妹机场。
2000年5月，巴勒斯坦民族权力机构与欧洲联盟达成协议，由欧盟提供2380万美元资金修建机场配套航空货运设施，但由于巴勒斯坦和以色列之间爆发冲突而使建设项目被迫中止。
地区局势的日益紧张使以色列在2000年10月强行关闭了亚西尔·阿拉法特国际机场。2001年爆发阿克萨起义之后，以色列国防军出动战机炸毁了阿拉法特机场的雷达站和控制塔，并于2002年1月用推土机拆毁了部分跑道。
虽然自2001年之后，机场没有任何航班起降，但工作人员仍然驻守在售票窗口及行李区等工作岗位上直至2006年 。
国际民航组织强烈谴责以色列对机场的破坏行动，指出这一行动违反了《制止危害民用航空安全的非法行为公约》（即《1971年蒙特利尔公约》），是非法行为，并敦促以色列采取措施恢复亚西尔·阿拉法特国际机场的设施，允许其重新开放。
2010年7月22日，来自加沙的7203名6至15岁儿童在废弃的亚西尔·阿拉法特国际机场创造了一项吉尼斯世界纪录，他们在机场停机坪上同时拍打篮球。

## 跑道

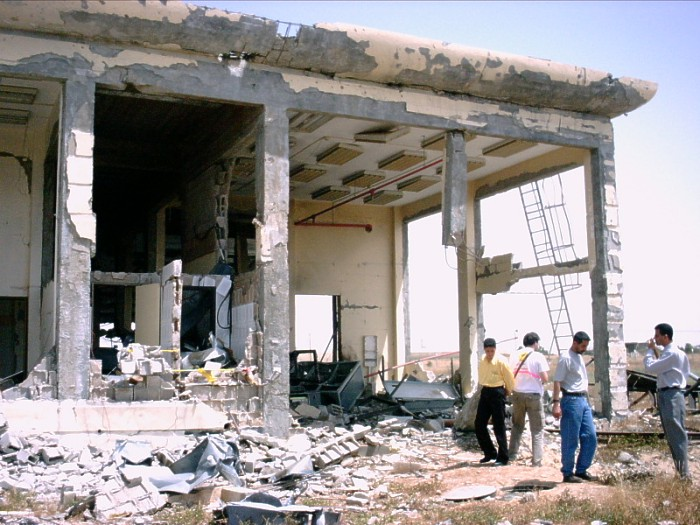
亚西尔·阿拉法特国际机场

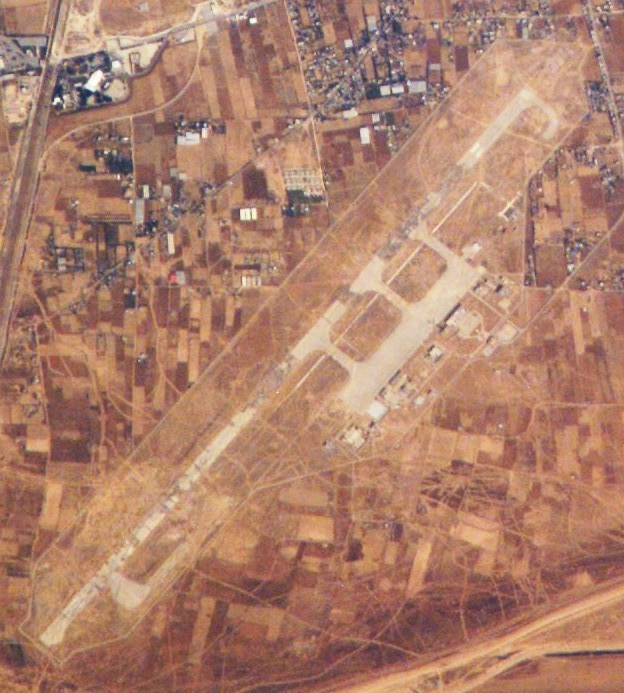
机场跑道卫星图片

亚西尔·阿拉法特国际机场原有一条大致呈南北方向的跑道，宽度为60米，长3080米。但是如今这条跑道已不具备飞机起降条件，因为以色列国防军对跑道进行了相当严重的破坏，特别是在跑道的中部和北部。另外，飞机滑行道也遭到了一定程度的破坏，只有停机坪遭到的破坏较小。因机场长时间关闭和以色列方面的破坏，当地部分居民挖掘跑道下方的沙石充当建筑材料进行贩卖，使机场设施遭到进一步破坏。